# 12471 Larryscherr
12471 Larryscherr eller 1997 CZ6 är en asteroid i huvudbältet som upptäcktes den 6 februari 1997 av NEAT vid Haleakalā-observatoriet. Den är uppkallad efter Lawrence Scherr.
Asteroiden har en diameter på ungefär 3 kilometer och den tillhör asteroidgruppen Nysa.